# Lietuvos lyga (1991)
W sezonie 1991 rozegrano 2. edycję najwyższej klasy rozgrywkowej piłki nożnej na Litwie – po raz pierwszy pod nazwą Lietuvos lyga. Tytułu mistrzowskiego bronił Sirijus Kłajpeda. Rozgrywki rozpoczęły się 29 marca, a zakończyły 7 lipca 1991.
Turniej składał się z sezonu zasadniczego – rozgrywek ligowych oraz fazy pucharowej, w której wzięły udział 4 najlepsze drużyny tabeli. Wzięło w nim udział 15 drużyn (9 uczestników Baltijos lygi i 5 zespołów Aukščiausioji lygi sezonu 1990), które rozegrały ze sobą w części zasadniczej po 1 meczu.

## Sezon zasadniczy
|    | Klub               | M  | Z  | R | P  | Br+ | Br− | Pkt |
| -- | ------------------ | -- | -- | - | -- | --- | --- | --- |
| 1  | Žalgiris Wilno     | 14 | 11 | 2 | 1  | 31  | 8   | 24  |
| 2  | Banga Kowno        | 14 | 9  | 4 | 1  | 24  | 10  | 22  |
| 3  | Neris Wilno        | 14 | 8  | 5 | 1  | 17  | 5   | 21  |
| 4  | Ekranas Poniewież  | 14 | 10 | 1 | 3  | 24  | 10  | 21  |
| 5  | Sirijus Kłajpeda   | 14 | 8  | 4 | 2  | 24  | 10  | 20  |
| 6  | Vilija Kowno       | 14 | 5  | 4 | 5  | 23  | 21  | 14  |
| 7  | Granitas Kłajpeda  | 14 | 5  | 4 | 5  | 15  | 14  | 14  |
| 8  | Panerys Wilno      | 14 | 6  | 2 | 6  | 20  | 13  | 14  |
| 9  | Sakalas Szawle     | 14 | 5  | 3 | 6  | 13  | 16  | 13  |
| 10 | Elektronas Taurogi | 14 | 4  | 2 | 8  | 15  | 23  | 10  |
| 11 | Vienybė Wiłkomierz | 14 | 3  | 4 | 7  | 9   | 16  | 10  |
| 12 | Jovaras Możejki    | 14 | 3  | 3 | 8  | 13  | 18  | 9   |
| 13 | Tauras Szawle      | 14 | 3  | 2 | 9  | 9   | 26  | 8   |
| 14 | Inkaras Kowno      | 14 | 2  | 4 | 8  | 7   | 15  | 8   |
| 15 | Sūduva Mariampol   | 14 | 0  | 2 | 12 | 5   | 44  | 2   |

Źródło: RSSSF

## Faza pucharowa

### Półfinały
| Drużyna 1                            | Wynik dwumeczu | Drużyna 2      | Pierwszy mecz | Drugi mecz |
| ------------------------------------ | -------------- | -------------- | ------------- | ---------- |
| Ekranas Poniewież                    | 2:5            | Žalgiris Wilno | 1:0           | 1:4        |
| Neris Wilno                          | 4:2            | Banga Kowno    | 2:1           | 2:1        |
| Po lewej gospodarz pierwszego meczu. |                |                |               |            |

### Mecz o 3. miejsce
| 6 lipca 1991 | Banga Kowno | 3:1(1:0) | Ekranas Poniewież | Wiłkomierz Widzów: 300 |
|              |             |          |                   |                        |

### Finał
| 4 listopada 1990 | Žalgiris Wilno | 3:1(0:1) | Neris Wilno | Žalgirio stadionas, Wilno Widzów: 2 500 Sędzia: Kęstutis Birieta (Kowno) |
|                  |                |          |             |                                                                          |

Tytuł mistrzowski zdobył Žalgiris Wilno.

## Król strzelców
13 goli – Egidijus Meidus (Vilija Kowno)